# دهمال قیزیلاتش
دهمال قیزیلاتش (اوکراینی: Джемаль Алієвич Кизилатеш؛ زادهٔ ۱۴ مارس ۱۹۹۴) بازیکن فوتبال اهل ترکیه است.
از باشگاه‌هایی که در آن بازی کرده‌است می‌توان به باشگاه فوتبال آرسنال کی‌یف و باشگاه فوتبال فورسکلا پولتاوا اشاره کرد.